# Juraj Liška
Juraj Liška (* 29. listopadu 1964 Trenčín) je bývalý slovenský politik, v letech 2003-2006 ministr obrany Slovenska v druhé vládě Mikuláše Dzurindy a poslanec Národní rady SR za SDKÚ-DS.

## Biografie
V letech 1985-1989 vystudoval Strojnickou fakultu Slovenské vysoké školy technické v Bratislavě (obor přístrojová, regulační a automatizační technika). Předtím studoval v letech 1984-1985 na Vysoké škole dopravní v Žilině. V letech 1982-1984 pracoval v podnicích Státní lesy a Slovlík v Trenčíně, v letech 1989-1991 v podniku TOS Trenčín. Je ženatý, má dvě děti.
Později se začal politicky angažovat. V letech 2000-2008 byl členem SDKÚ, kde působil jako předseda její regionální organizace. V letech 2002-2003 zastával post primátora Trenčína. V období říjen 2003 - únor 2006 byl ministrem obrany Slovenska v druhé vládě Mikuláše Dzurindy. Na post ministra rezignoval po havárii letounu An-24 slovenského letectva, při které zemřelo 42 lidí. Svou demisi označil za vlastní rozhodnutí („...bez ohľadu na to, či je polroka alebo tri roky pred voľbami, najdôležitejšie je zostať človekom. Ja som sa rozhodol odísť, lebo to tak cítim...“). S oznámením rezignace na ministerský post čekal až do skončení oficiálního pohřbu zemřelých vojáků.
V slovenských parlamentních volbách roku 2002 byl zvolen do Národní rady SR za SDKÚ. Mandát obhájil v parlamentních volbách roku 2006. Po odchodu z SDKÚ zasedal v parlamentu jako nezařazený poslanec.